# Senostoma punctipenne
Senostoma punctipenne là một loài ruồi trong họ Tachinidae.